# Vlača
Vlača est un village de Slovaquie situé dans la région de Prešov.

## Histoire
Première mention écrite du village en 1349.

## Démographie

### Évolution de la population
| Année:               | 1994. | 2004.   | 2014.   | 2024.    |
| -------------------- | ----- | ------- | ------- | -------- |
| Nombre de personnes: | 224   | 230     | 234     | 209      |
| Différence:          |       | +2,67 % | +1,73 % | -10,68 % |

| Année:               | 2023. | 2024.   |
| -------------------- | ----- | ------- |
| Nombre de personnes: | 213   | 209     |
| Différence:          |       | -1,87 % |